# Nomada tridentirostris
Nomada tridentirostris ist eine Biene aus der Familie der Apidae. 

## Merkmale
Die Bienen haben eine Körperlänge von 7 bis 8 Millimetern. Der Kopf und Thorax der Weibchen ist schwarz und ist rot gezeichnet. Die Tergite sind rot, basal ist das erste und häufig auch das vierte und fünfte schwarz. Das Labrum ist rot und hat basal ein Zähnchen. Das dritte Fühlerglied ist ungefähr gleich lang wie das vierte. Das schwach gehöckerte Schildchen (Scutellum) hat zwei rote Flecken. Die Schienen (Tibien) der Hinterbeine sind am Ende verlängert, nach außen gekrümmt und abgerundet. Sie tragen mehrere lange, kleine Dornen. Der Kopf der Männchen ist schwarz und ist schwach gelb gemustert. Der Thorax ist ebenso schwarz. Der Hinterleib ist rot, die Basis des ersten Tergits und häufig auch die der übrigen ist schwarz. Das dritte Fühlerglied ist kürzer als das vierte, das vierte bis achte Glied ist rückseitig mit einem spitzen Knötchen versehen. Das achte Glied ist am Ende verbreitert. Das Schildchen ist schwarz und merklich gehöckert. Die Schenkel (Femora) der Hinterbeine sind unten basal konkav, die Schienen der Hinterbeine sind ebenso geformt wie beim Weibchen und haben lange, helle Dörnchen.

## Vorkommen und Lebensweise
Die Art ist in Südeuropa, Ungarn und der Slowakei verbreitet. Die Tiere fliegen von Ende April bis Anfang Mai. Sie parasitieren Andrena ventricosa.

## Belege
Felix Amiet, M. Herrmann, A. Müller, R. Neumeyer: Fauna Helvetica 20: Apidae 5. Centre Suisse de Cartographie de la Faune, 2007, ISBN 978-2-88414-032-4.